# Александар Астрик
Александар (Александр) Астрик (фр. Alexandre Astruc; Париз, 13. јул 1923 – Париз, 19. мај 2016) био је француски сценариста, редитељ, критичар и теоретичар филма, магистар књижевности и права.

## Биографија
Алексндар Астрик је био представник француског Новог таласа и један од најобразованијих међу новоталасовцима. Био је магистар књижевности и права, а на себе је прво скренуо пажњу пишући филмске критике у часописима: Combat, L'Écran Français, Cine Digest, Cahiers du Cinéma и L'Express. 
У стицању практичних знања у занату редитеља, испрва је асистирао редитељима Марку Алегреу (Marc Allégret), Марселу Ашару (Marcel Achard). Писао је сценаријa и режирао је филмове елиптичног стила и литерарне фактуре у маниру хладног академизма.

## Филмови
- У професионалној кинематографији дебитовао је средњеметражним филмом: Гримизна завеса (Le rideau cramoisi, 1953)[1] који је осмишљен као визуелни коментар књижевног текста аутора Жил-Амеде Барбе Д'Орвијеа (Jules Amédée Barbey d'Aurevilly) у којем слика и реч теку упоредо, али се међусобно не илуструју.[2] То је, уствари, био, полуекспериментални филм, без дијалога, рађен по узору на Бресонов класик Дневник сеоског свештеника, снимљен две године раније, у смислу гласовног коментара доведеног до екстрема који намерно, прилично неповезано прати слику. Ова костимирана прича смештена у деветнаести век, пуна атмосфере мистерије, проткана сновима и сећањем, омогућила је младој Анук Еме да се својом романтичном улогом собарице заљубљене у мађионичара-лопова, уздигне у врх водећих француских глумица те деценије.[1]

- Уследили су Злосрећни сусрети (Les mauvaises rencontres, 1955) који су били још једна психолошка прича са омиљеном музом Анук Еме.[1]

- Након тога, Један живот (Une vie, 1957) снажна и страствена адаптација Мопасанове новеле са величанственом Маријом Шел (Maria Schell) у главној улози, у којој је нагласак стављен на бујну импресионистичку фотографију сниматеља Клода Реноара (Clod Renoir)[1] где се Александр Астрик посветио потешкоћама живота удвоје уз импресивне визуелне презентације нормандијских предела.[2]

- Филм: Бекство у сенку ( La proie pour l'ombre,1960) је био критичарски најцењеније дело, а по свом духу најближе ономе што су радили, млади, гневни новоталасовци. То је својеврсно феминистичко остварење о младој жени (Ани Жирардо) која се налази у моралном и психолошком ковитлацу између два мушкарца (мужа и љубавника) и сопствене жеље за независношћу и слободом.[1]
- Последње надпросечно оцењено Астриково дело била је слободна адаптација Сентименталног путовања (L’Éducation sentimentale, 1962) Гистава Флобера.
- Након филма Дуги марш (La longue marche, 1966), уследио комерцијални и ауторски крах са филмом Пламенови над Јадраном[1] (Flammes sur l'Adriatique, 1968)[3] године, неуспешном и бледуњавом ратном драмом о јунацима Југословенске краљевске морнарице, Милану Спасићу и Сергеју Машери који су потонули са својим ратним бродом одбивши да се предају окупатору 1941. године.

Од средине 60-их година, па до краја каријере, Алексндар Астрик се посвећује раду на телевизији али је 1976. године избацио фасцинантан документарни филм у трајању од три сата по имену: Сартр сам о себи (Sartre par lui-même). Ово је сума интервјуа са великим филозофом егзистенцијализма који су настали четири године раније и у којима Сартр резимира свој целокупни лични и интелектуални живот.

## Теорија филма
Астрик у теорији заступа идеју о камери-наливперу, по којој је филмски језик у настајању најобухватнији и најпрозирнији који постоји, што омогућава ствараоцу да изрази мисао у самој слици, у сваком покрету ликова, у свакој њиховој речи, у оним кретањима камере које повезују предмете између себе и ликове са предметима; Филм ће постати исто онако истанчано писмо каква је и писана реч, јер ће се постепено ослободити тираније визуелног, слике ради слике, непосредне приче, конкретног.
За Астрика, редитељ је помало романописац, помало сликар, помало музичар, па помало и филмски стваралац, и у том смислу није тачно да се добар филм ствара тиме што се избегава сличност са другим медијима.
Под утицајем учења Базена, Астрик захтева: Нека нас већ једном мало оставе на миру са тим чистим филмом!
За Астрика филм не говори посредством асоцијације идеја што их стварају сукоби слика, како се то чинило Сергеју Ајзенштајну, него посредством тако прецизне форме да се мисао исписује непосредно на траку, па би се данас и Декарт затворио у собу поневши шеснаестомилиметарску камеру и филмску траку и саставио би своју Расправу о методи уз помоћ филма, јер би данашња расправа о методи била таква, да би се могла саопштити само филмом.
Главно дело Александра Астрика је: Рађање авангарде, камера-наливперо (Naissance d'une nouvelle avant-garde, la caméra-stylo, 1948).

## Награда
1994. године је добио Prix René-Clair награду за целокупно филмско стваралаштво.